# Distretto di Surkhet
Il distretto di Surkhet  è un distretto del Nepal di 288.527 abitanti, che ha come capoluogo Birendranagar.
Il distretto fa parte della provincia Karnali Pradesh; fino al 2015 faceva parte della zona di Bheri nella Regione del Medio Occidente.
Geograficamente il distretto appartiene alla zona collinare delle Mahabharat Lekh.